# Micraster
Micraster – wymarły rodzaj z gromady jeżowców, żyjący od kredy późnej do granicy paleocenu z eocenem. 
Cechuje się pancerzem o sercowatym zarysie i zwężonej tylnej części. 